# Domenica Niehoff
Domenica Niehoff (3 de agosto de 1945, Colonia, Alemania - 12 de febrero de 2009, Hamburgo, Alemania) fue una prostituta, dominatrix y en sus últimos años trabajadora social de las calles en Hamburgo, Alemania. Fue una ex prostituta famosa en Alemania. Se dio a conocer por su participación en talkshows en los años 1980 luchando por el reconocimiento y la legalización de la profesión de las prostitutas. 
Logró derrumbar el tabú sobre la prostitución en Alemania.

## Biografía

### Infancia
Anna la madre de Domenica se separó de su esposo por ser violento. Conseguía dinero para mantener a sus hijos mediante pequeños fraudes, pero pronto fue encarcelada. Domenica fue a parar, junto con su hermano, a un orfanato católico. Estudió contabilidad pero a los 17 años conoció al propietario de un burdel, con el que contrajo matrimonio posteriormente. Su seña característica fueron sus grandes senos.

### Vida profesional
A los diez años de matrimonio, en 1972, el hombre se suicidó con una pistola en su presencia. En ese mismo año empezó a trabajar como prostituta en el gran burdel Palais d’Amour en la calle Herbert (calle cerrada al tráfico en ambos extremos, en la zona roja de Hamburgo). Más tarde regentó su propio estudio como dominatrix.
En 1979 alcanzó a ser la prostituta más famosa de Alemania y en los 1980 era invitada constantemente en talkshows como estrella de los medios. En estos participaba como luchadora por los derechos de las prostitutas, el reconocimiento y la legalización de la profesión de la prostitución.
Como prostituta famosa tenía contacto con ricos y famosos de la cultura y las artes, además servía como musa a algunos artistas. El grupo pop Trio empleó una foto como cubierta de disco del sencillo Bum Bum mostrando los senos generosos de Niehoff con un escote profundo. En cada seno se escribió Bum con lápiz labial. Aunque la cubierta estuvo primeramente vetada por la Ley de Protección a la Infancia (Jugendschutzgesetz), se le permitió el uso en la cubierta del sencillo. Domenica participó en el video musical de la pieza.
El escritor Wolf Wondratschek le dedicó un poema, donde fantasea con “una prostituta que hasta en lo profundo tiene un gran corazón”, “y hasta en las piernas una mujer”, “cuando contonea el trasero, fluyen los ríos cuesta arriba”.
Domenica filmó entre otras películas Messalina – Kaiserin und Hure (Messalina – Reina y Prostituta, 1980), Taxi nach Kairo (Taxi a Cairo, 1987), Fernes Land Pa-isch (País Lejano Pa-isch, 1994). En 1993 el director Peter Kern realizó una película documental sobre la vida de Niehoff, pero la crítica la calificó como muy prolongada y redundante.

### Actividad como trabajadora social en las calles
Domenica terminó su actividad dentro de la prostitución en 1990 a los 45 años de edad, y posteriormente se orientó hacia el trabajo en proyectos sociales.
En 1991 fue una de las co-fundadoras del Proyecto de Ayuda a Prostitutas Ragazza e.V. en el distrito de St. Georg de Hamburgo. Aconsejaba como trabajadora social a chicas y mujeres drogadictas, que financiaban su adicción a través de la prostitución y que deseaban abandonar la prostitución. 
En 1997 canceló su participación en el trabajo social en las calles para la ciudad de Hamburgo. Según el diario Hamburger Morgenpost Niehoff dijo que «no aguantaba más la situación [...], pues se le habían muerto una media docena de chicas, de sobredosis de drogas, de Sida y una fue asesinada. Eso tal vez lo aguante una chica de 35 años, pero yo no, no a mis 52 años».

### Últimos años
En 1993 con motivo del Día Internacional del Cómic en Hamburgo nueve reconocidos dibujantes de cómics le dedicaron un portafolio de nueve hojas.
En 1994 publicó su autobiografía Körper mit Seele – Mein Leben (Cuerpo con alma – Mi vida), que fue escrita por Hans Eppendorfer. 
Domenica murió en febrero de 2009 en un hospital de Altona, Hamburgo por las secuelas de una enfermedad pulmonar. En sus últimos años padeció diabetes.